# 李哲 (弘治進士)
李哲（1456年—？），字希先，江西撫州府臨川縣人，匠籍，明朝政治人物。

## 生平
江西鄉試第六十九名。弘治六年（1493年）癸丑科進士，正德三年（1508年）官廣西梧州府知府。

## 家族
曾祖李榮卿；祖父李文壽；父李伯昇，義官。前母杜氏；母艾氏。永感下。兄永剛、有剛、立剛。